# Stiftelsen Natur & Kulturs översättarpris
Ej att förväxla med Natur & Kulturs pris Årets översättning
Stiftelsen Natur & Kulturs översättarpris var ett svenskt litteraturpris som årligen delas ut av Svenska Akademien. Priset delades alltid ut till två personer, som erhöll 60 000 kronor vardera. Priset, som instiftades 1985, avsåg att belöna personer som gjort förtjänstfulla översättningar till eller från svenska språket. Det delades ut sista gången 2021.

## Pristagare
- 1985 – Gunnel Vallquist
- 1986 – Ulla Roseen
- 1987 – Brita Edfelt
- 1988 – Detlef Brennecke och Ulrika Wallenström
- 1989 – Juris Kronbergs och Lars Erik Blomqvist
- 1990 – Eva Liljegren och Leonard Neuger
- 1991 – Hans Grössel och Johan Malm
- 1992 – János Csatlós och Ulf Peter Hallberg
- 1993 – Klaus-Jürgen Liedtke och Ulla Bruncrona
- 1994 – Birgit Edlund och Greta Hjelm-Milczyn
- 1995 – Barbara Lönnqvist och Kerstin Gustafsson
- 1996 – Lars Bjurman och Lars Kleberg
- 1997 – Else Lundgren och Ingemar och Mikaela Leckius
- 1998 – Karin Mossdal och Sten Hidal
- 1999 – Einar Bragi och Ulrika Wallenström
- 2000 – Barbro Andersson och Halina Thylwe
- 2001 – Elena Balzamo och Hans-Jacob Nilsson
- 2002 – Gürhan Uçkan och Margareta Wentz Edgardh
- 2003 – Einar Heckscher och Enrico Tiozzo
- 2004 – Anne Marie Bjerg och Sture Pyk
- 2005 – Erik Ågren och Hans Blomqvist
- 2006 – Hans Björkegren och Cristina Lombardi
- 2007 – Silvia Airik-Priuhka och Eva Sjöstrand
- 2008 – Jean-Baptiste Brunet-Jailly och Peter Landelius
- 2009 – Lena Grumbach och Magnus Hedlund
- 2010 – Karin Löfdahl och Rika Lesser
- 2011 – Ylva Hellerud och Martin Tegen
- 2012 – Lars-Håkan Svensson och Akirako Hishiki
- 2013 – Ulla Ekblad-Forsgren och Laura Cangemi
- 2014 – Anna Gunnarsdotter Grönberg och Maria Ortman
- 2015 – Ingrid Börge och Morgan Nilsson
- 2016 – Magnus Lindman och Ervin Rosenberg
- 2017 – Anna Bengtsson (översättare) och Ola Wallin[3]
- 2018 – Lena E. Heyman och Johanne Lykke Holm [4]
- 2019 – Margareta Eklöf och Eva Johansson[5]
- 2020 – Bengt Eriksson och Hedwig M. Binder[6]
- 2021 – Maria Björkman och Niclas Hval[7]

### Fotnoter
1. ↑  ”Stiftelsen Natur & Kulturs översättarpris”. Svenska Akademien. Arkiverad från originalet den 8 november 2012. https://web.archive.org/web/20121108094050/http://www.svenskaakademien.se/information/pressinformation/2012/stiftelsen-natur-kulturs-oversattarpris. Läst 2 juni 2012.
2. ↑  ”Översättarpris”. www.nok.se. https://www.nok.se/priser-stipendier-stod/priser/oversattarpris/. Läst 28 november 2024.
3. ↑  ”Stiftelsen Natur & Kulturs översättarpris | Svenska Akademien”. www.svenskaakademien.se. http://www.svenskaakademien.se/press/stiftelsen-natur-kulturs-oversattarpris-5. Läst 31 mars 2017.
4. ↑  ”Svenska Akademiens priser våren 2018”. Svenska Akademien. 30 augusti 2018. https://www.svenskaakademien.se/press/svenska-akademiens-priser-varen-2018. Läst 24 december 2018.
5. ↑  ”Stiftelsen Natur och Kulturs översättarpris | Svenska Akademien”. www.svenskaakademien.se. https://www.svenskaakademien.se/press/stiftelsen-natur-och-kulturs-oversattarpris-5. Läst 5 november 2019.
6. ↑  https://www.svenskaakademien.se/press/stiftelsen-natur-och-kulturs-oversattarpris-6
7. ↑  Stiftelsen Natur och Kulturs översättarpris 2021 Läst 7 april 2021.